# Damascus, Georgia
Damascus är en ort i Early County i delstaten Georgia, USA.